# Filip Benković
Filip Benković (ur. 13 lipca 1997 w Zagrzebiu) – chorwacki piłkarz grający na pozycji obrońcy w tureeckim klubie Trabzonspor.

## Kariera klubowa
Wychowanek Dinama Zagrzeb, w którym rozpoczął treningi w 2003 roku. W czerwcu 2015 podpisał kontrakt z pierwszym zespołem, w którym zadebiutował 19 lipca 2015 w zremisowanym 1:1 meczu z NK Osijek. W sezonie 2015/2016 zdobył z Dinamem mistrzostwo i puchar Chorwacji. W lutym 2017 przedłużył kontrakt z klubem do 2022 roku. W sierpniu 2018 podpisał pięcioletni kontrakt z Leicester City. W tym samym miesiącu został wypożyczony na sezon do Celtiku.

## Kariera reprezentacyjna
Grał w reprezentacjach Chorwacji do lat 16, 17, 18, 19 i 21. W dorosłej reprezentacji zadebiutował 11 czerwca 2019 w przegranym 1:2 meczu towarzyskim z Tunezją.